# Mariac
Mariac är en kommun i departementet Ardèche i regionen Auvergne-Rhône-Alpes i sydöstra Frankrike. Kommunen ligger  i kantonen Le Cheylard som ligger i arrondissementet Tournon-sur-Rhône. År 2022 hade Mariac 541 invånare.

## Befolkningsutveckling
Antalet invånare i kommunen Mariac
Referens: INSEE

## Galleri

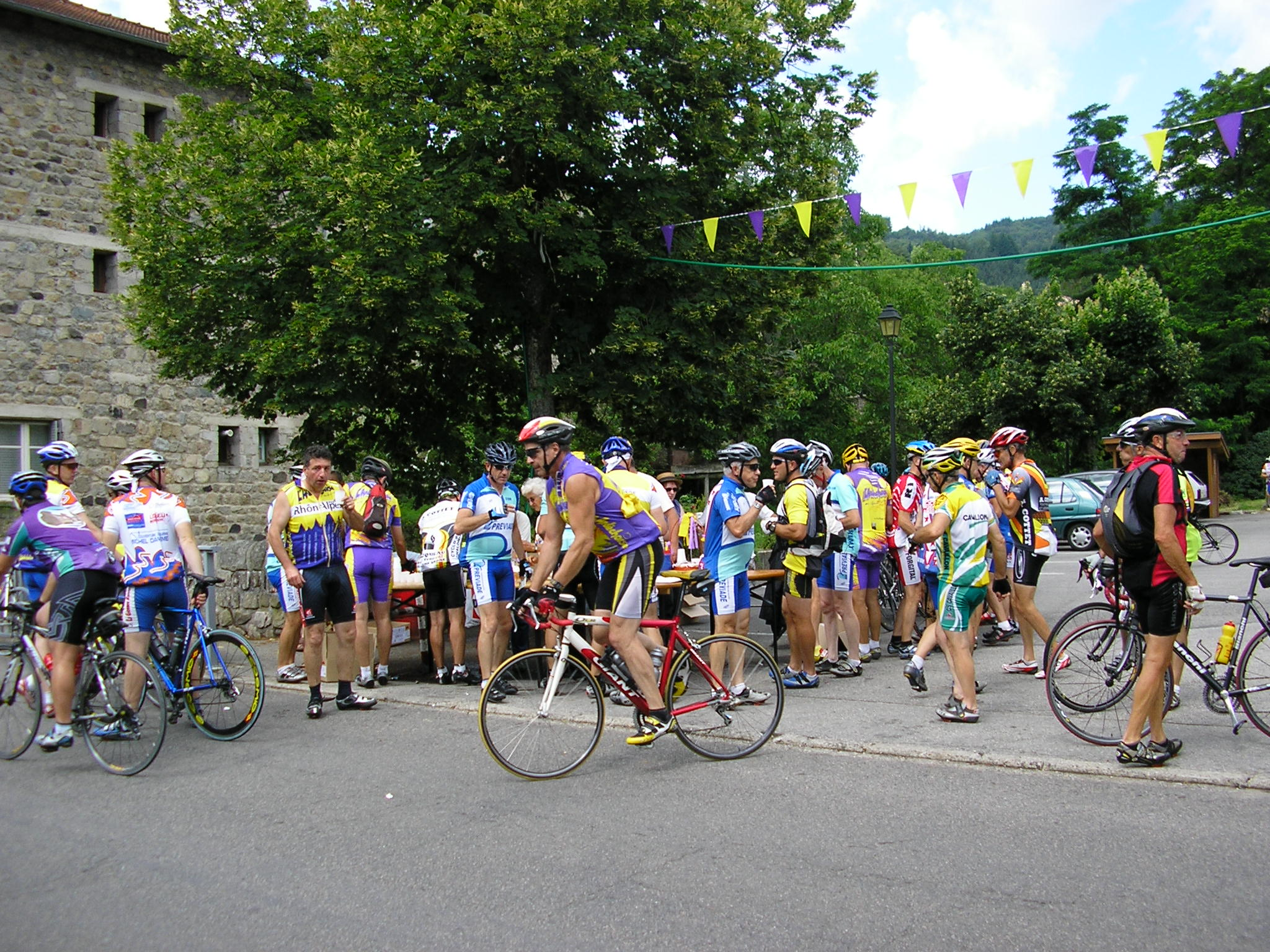
Cykeltävlingen l'Ardéchoise.
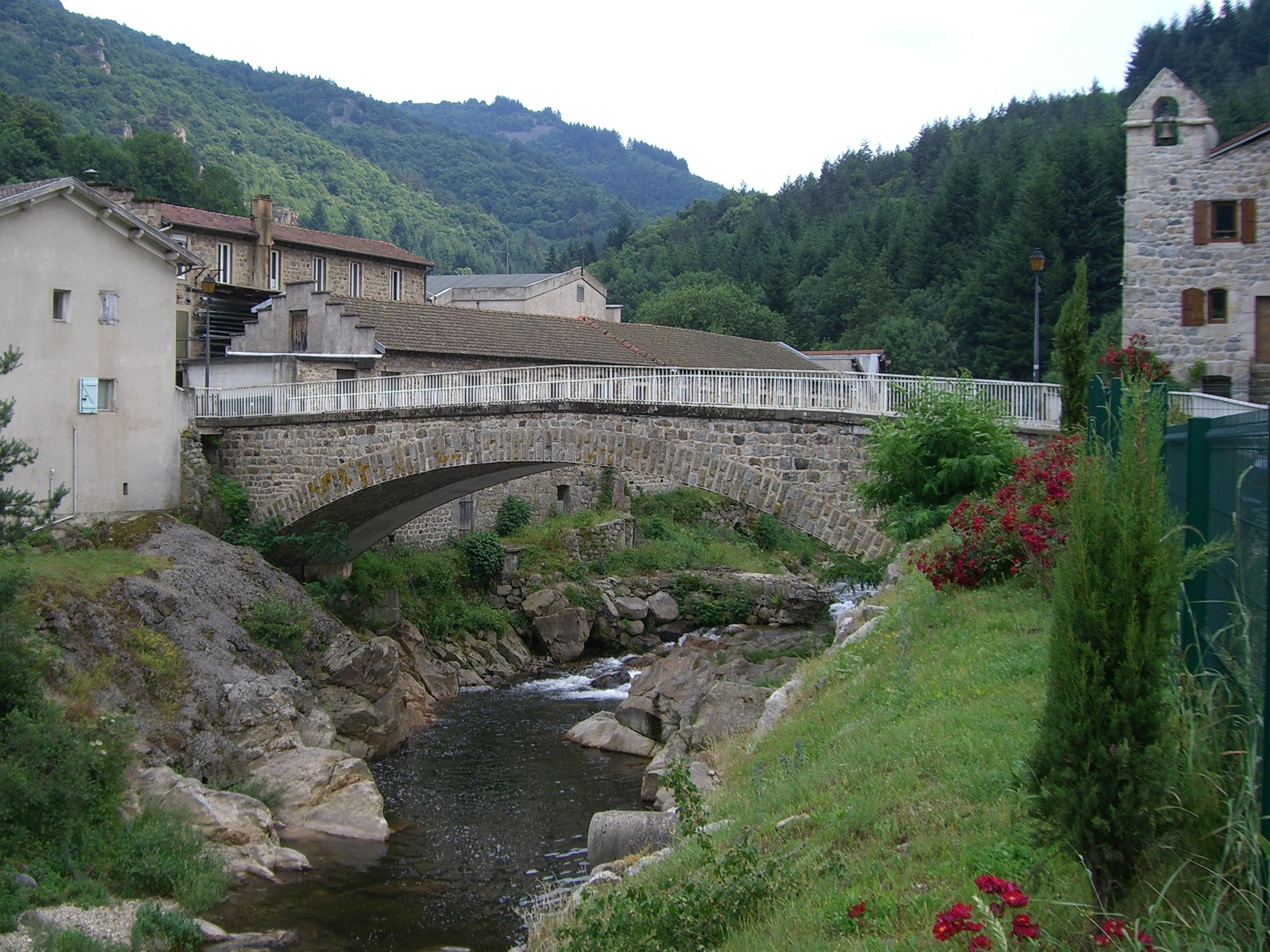
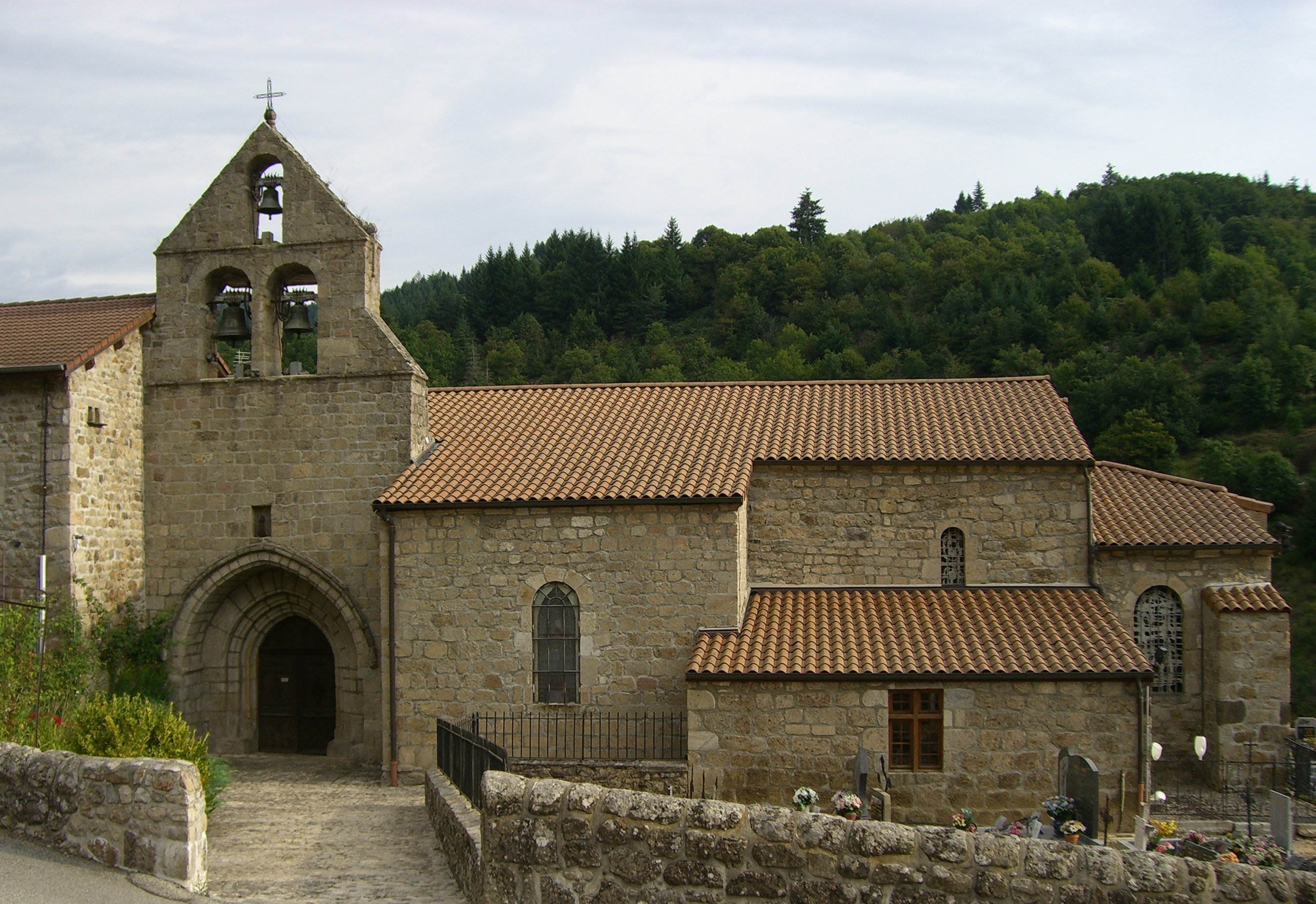
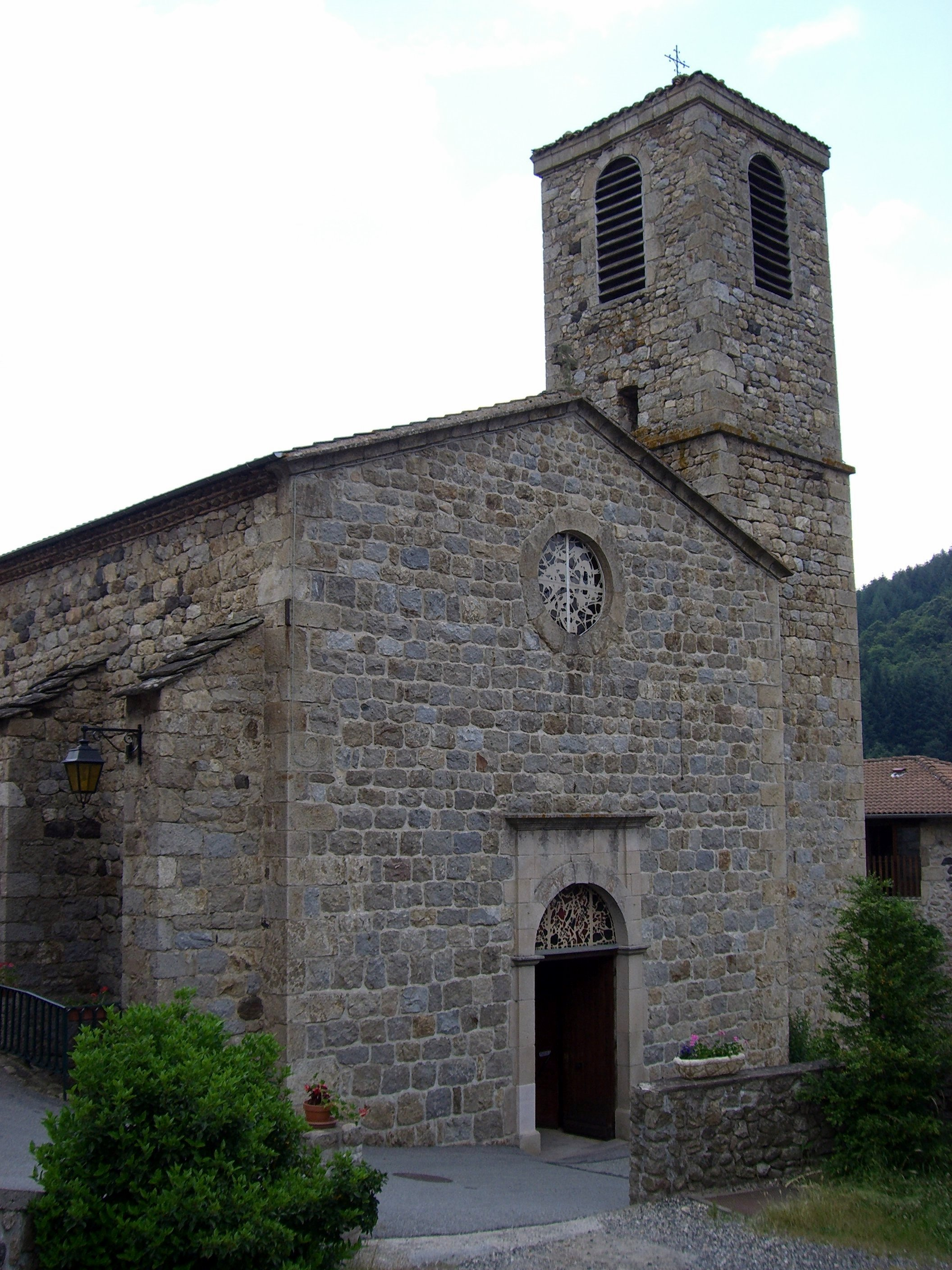